# Donnellsmithia juncea
Donnellsmithia juncea är en flockblommig växtart som först beskrevs av Alexander von Humboldt, Aimé Bonpland och Spreng., och fick sitt nu gällande namn av Mildred Esther Mathias och Lincoln Constance. Donnellsmithia juncea ingår i släktet Donnellsmithia och familjen flockblommiga växter. Utöver nominatformen finns också underarten D. j. purpurea.